# Marc Vucinovic
Marc Vucinovic (Hannover, 19 settembre 1992) è un ex calciatore tedesco, di origini serbe, di ruolo centrocampista.

## Caratteristiche tecniche
Gioca come esterno destro.